# پیچر (اکلاهما)
پیچر(به انگلیسی: Picher) شهری در ایالت اکلاهما کشور ایالات متحده آمریکا است که جمعیت آن در سرشماری سال ۲۰۱۰ میلادی، ۲۰ نفر بوده‌است.